# Helophorus latipenis
Helophorus latipenis är en skalbaggsart som beskrevs av Hilsenhoff 1995. Helophorus latipenis ingår i släktet Helophorus och familjen halsrandbaggar. Inga underarter finns listade i Catalogue of Life.